# Yi Am
Yi Am (en hangul, 이암; en hanja, 李巖)(n.1499~?) fue un pintor durante mediados de la Dinastía Joseon. Él era el nieto del 4º hijo de Sejong el Grande.
Sus pinturas son famosas por exhibir un estilo propio del artista, a diferencia del estilo Chino fijo de la Dinastía Song. El artista creó muchos retratos, incluyendo el retrato del Rey Jungjong de Joseon.
Varios museos en Corea del sur han albergado sus pinturas. Sus pinturas retratan animales de una manera creativa, que ha influido en artistas posteriores Kim Sik y Byun Sang Byuk. Se dice que Yi Am dibujó flores, animales e insectos pequeños por el método de maximizar su observación.